# Serhij Zadorożnij
Serhij Serhijowycz Zadorożnij, ukr.  Сергій Сергійович Задорожній (ur. 21 marca 1979 w Bachmucie) – ukraiński futsalista, zawodnik z pola, były reprezentant Ukrainy.

## Kariera piłkarska
W 1997 rozpoczął karierę futsalową w klubie Kapitał Krasnohoriwka. Od sezonu 2001/2002 był zawodnikiem ukraińskiego MFK Szachtar Donieck, z którym pięciokrotnie zdobywał Mistrzostwo Ukrainy, trzy razy Puchar Ukrainy i trzykrotnie wicemistrzostwo kraju, a w sezonie 2005/2006 ze swoim klubem dotarł do półfinału Pucharu UEFA. W 2008 przeszedł do klubu Płaneta-Mist Kijów, a w 2009 do Enerhii Lwów. W sezonie 2011/2012 Zadorożnij występował w zespole Jenakijeweć Jenakijewe. Na początku sezonu 2012/2013 Ukrainiec został piłkarzem Wisły Krakbet Kraków, z którą zdobył Mistrzostwo Polski. Ostatnim klubem w jego karierze zawodowej był Forte Mohylew.

## Kariera reprezentacyjna
W czasie gry w Szachtarze występował także w reprezentacji Ukrainy.